# Estación Sáenz temporaria
Doctor Antonio Sáenz temporaria, más conocida como Sáenz temporaria o Sáenz provisoria, fue una estación ferroviaria del barrio porteño de Nueva Pompeya, Buenos Aires, Argentina.

## Ubicación
Se encuentra a metros de la intersección de las avenidas Sáenz y Perito Moreno, por donde pasan numerosas líneas de colectivos. A pocos metros de la estación se encuentra la elevada donde parten los trenes a González Catan y Marinos del Crucero General Belgrano.
Fue construida en un predio ubicado a unos 50 metros del paso a nivel de la Avenida Sáenz.

## Historia
Con motivo del avance de las obras del viaducto de la línea Belgrano Sur, el domingo 6 de mayo de 2018, se inauguró la estación Dr. Sáenz temporaria, que pasó a ser la cabecera de los ramales a González Catán y Marinos del Crucero General Belgrano.
En agosto de 2023, anuncian el cierre temporal de esta estación, debido a obras de remodelación que se llevarían a cabo a lo largo de la Línea Belgrano Sur. Hasta el momento no hay noticia alguna sobre la reapertura de la estación.

## Servicios
Desde esta estación partían los trenes hacia Marinos del Crucero General Belgrano a través del ramal M del Ferrocarril Belgrano. El servicio era presentado en su mayoría con coches traccionados por locomotoras diésel-eléctricas.